# Уилуна
Уилуна — город в Западной Австралии. Город расположен на краю одной из западных пустынь. Также в городе имеется собственный аэропорт. Этот город является центром проживания местных аборигенов, работников скотоводческой промышленности, золотого рудника Уилуны и многих других людей, работающих на других шахтах региона вахтовым методом. 
Ближайший сервисный центр находится в городе Микатарра.

## Этимология
Раннее поселение золотодобытчиков на озере Уэй, основанного около 1896 года и названное в честь сухого озера к югу от Уилуны, называлось "Weeluna", что с языка аборигенов марту переводится как "Место ветра" или "Ветреное место". Однако иногда утверждается, что название также происходит от крика кроншнепов, которые часто встречаются в этом районе.

## История
Город Уилуна был основан в 1898 году. Традиционные жители этой территории - аборигены (по подсчётам их количество варьируется от 200 до 600). Традиционные владельцы-аборигены (группа, известная как Марту ) были «заселены» в результате процесса британской колонизации, начавшегося в 1800-х годах. В 1950-х годах правительство поддержало церковную группу в создании миссии. Большая часть коренных жителей потеряла свои земли в результате множества различных процессов, включая аренду пастбищ , открытие золота и приток неаборигенов на их земли. были переселены в результате британской колонизации, начавшейся в 1800-х годах.
До и после атомных ядерных испытаний возле Маралинга в 1950-х годах многие аборигены, принадлежащие как минимум к трем различным племенным и языковым группам, были вынуждены жить на территории миссии. Это породило множество конфликтов, и это наследие продолжается и сегодня. Сегодня среди аборигенов и гостей города существует множество традиционных знаний и навыков.
Существование местного паба вызвало серьезные конфликты со многими людьми, выступавшими против его существования, возникшими из-за конфликта и травм, связанных со злоупотреблением алкоголем. В городе также есть универсальный магазин, заправочная станция, стоянка для автоприцепов, спортивный овал, школа и поликлиника.
Местные водоемы сильно повреждены и чрезмерно используются после многих лет использования скота.
Район Уилуны был исследован Лоуренсом Уэллсом в 1892 году. Золото было обнаружено в этом районе в 1896 году, и в течение нескольких месяцев в этом районе находилось более 300 старателей.
К 1930-м годам население города составляло более 9000 человек, но Вторая мировая война сильно повлияла на золотодобывающую промышленность, и многие шахты были закрыты. 
В 1950-е годы близ Уилуны, на полигоне Маралинга, британские власти проводили ядерные испытания, из-за чего многие коренные жители этих мест были вынуждены уехать из своих привычных мест жительства в Уилуну.
К 1963 году население города сократилось до менее чем 100 человек. Добыча золота в этом районе возобновилась лишь в 1981 году

## Климат
Климат Уилуны жаркий и сухой. Годовое количество осадков 258 миллиметров (10,2 дюйма). Средняя максимальная температура колеблется от 19 °C (66 °F) в июле и до 38 °C (100 °F) в январе.
| Показатель                    | Янв. | Фев. | Март | Апр. | Май  | Июнь | Июль | Авг. | Сен. | Окт. | Нояб. | Дек. | Год   |
| ----------------------------- | ---- | ---- | ---- | ---- | ---- | ---- | ---- | ---- | ---- | ---- | ----- | ---- | ----- |
| Абсолютный максимум, °C       | 48,0 | 46,8 | 44,0 | 40,0 | 37,2 | 32,2 | 29,0 | 33,4 | 37,5 | 42,9 | 43,3  | 46,9 | 48,0  |
| Средний суточный максимум, °C | 38,0 | 36,5 | 34,0 | 29,2 | 23,8 | 19,9 | 19,4 | 21,9 | 26,3 | 30,3 | 34,0  | 36,8 | 29,2  |
| Средний суточный минимум, °C  | 22,9 | 22,1 | 19,6 | 15,1 | 10,0 | 6,7  | 5,4  | 6,8  | 9,9  | 13,9 | 17,8  | 21,1 | 14,3  |
| Абсолютный минимум, °C        | 8,3  | 12,1 | 9,4  | 3,9  | −0,6 | −2   | −2,2 | −2,3 | 1,2  | 4,2  | 4,4   | 8,3  | −2,3  |
| Норма осадков, мм             | 35,1 | 38,0 | 35,8 | 29,0 | 25,2 | 23,8 | 15,1 | 10,2 | 4,6  | 7,1  | 11,2  | 22,3 | 257,4 |

Во время сезона дождей могут образовываться большие озера, которые привлекают множество диких животных. Местные водоемы сильно повреждены и чрезмерно используются после многих лет использования крупного рогатого скота. В регионе есть змеи, кенгуру, bungarras (большая ящерица / goanna), австралийская дрофа, ослы, лошади, верблюды и динго.

## Инфраструктура
В городе есть паб, универмаг, автозаправка, аренда трелеров, спортивный стадион, школа и поликлиника.
2 ноября 1932 года в Уилуне открылась железнодорожная станция. Уилуна была самым дальним городом от Перта, в который доходила система правительственных узкоколейных железных дорог Западной Австралии. Ветка Уилуны была соединена с Северной железной дорогой в Микатарре. Линия была закрыта 5 августа 1957 года.

## Образование
Начальная школа Уилуна обеспечивает образование детей в возрасте от 1 года до 12 лет. В настоящее время в ней обучается от 85 до 115 студентов.
Школа предоставляет автобус в качестве транспорта для детей. Коренным языком района является диалект аборигенов Марту Вангка, однако большинство студентов говорят на английском языке.

## Известные жители
в Уилуне, 12 декабря 1937 года, родился Майкл Джеффери - генерал-майор, генерал-губернатор Австралии. В Уилуне имеется собственная школа.